# Ichthyophiidae
Los ictiofíidos (Ichthyophiidae) son un clado de anfibios gimnofiones compuesto por dos géneros. 

## Distribución
Su área de distribución comprende estas tierras: Palawan y el sur de Mindanao (Filipinas); el sudeste de China; el sur de la India; Ceilán; Tailandia, Sumatra, Kalimantan y el occidente de Java (Indonesia); el Archipiélago Malayo hasta la Línea de Wallace.

## Morfología
Se trata de cecilias primitivas que no presentan muchas de las características que sí se observan en las otras familias, como son la boca retraída bajo el hocico y la ausencia de cola: en algunas especies de la familia de los ictiófidos, la boca no está retraída; en otras, sólo está retraída ligeramente; y todas tienen cola, aunque corta, con vértebras caudales. Cuentan con un segundo par de músculos mandibulares que opera junto con los del maxilar, característica ausente en las demás cecilias, incluidas las de la familia de los rinatremátidos (Rhinatrematidae), muy próxima. En la familia de los ictiófidos es mayor la abundancia de escamas.
Mantienen el rasgo primitivo consistente en una cantidad relativamente grande de huesos craneales, no obstante ser el cráneo más rígido que el de los rinatremátidos. Los tentáculos se hallan entre las narinas y los ojos. Estas cecilias tienen pulmones traqueales.
La longitud de los adultos oscila entre los 13,5 y los 50 cm. 

## Biología
Estas cecilias son ovíparas, y se reproducen en estación lluviosa. 
Llevan a cabo la puesta en cavidades del suelo húmedo. Hay indicios de que la madre protege los huevos hasta su eclosión. Tras producirse ésta, las larvas buscan manchas de agua del subsuelo, resultado de las filtraciones, o pequeños arroyos, lugares donde se alimentarán hasta que se produzca la metamorfosis.
Los embriones tienen tres pares de branquias. Las larvas tienen uno o dos, una aleta caudal y línea lateral distinguible sobre todo en la cabeza. Tal vez se dé también en ellas de manera complementaria una orientación eléctrica para encontrar alimento en aguas turbias.
La metamorfosis se produce al cabo de unas semanas de la eclosión; en algunos casos, al cabo de dos años.
De adultas, estas cecilias llevan una vida más bien terrestre.

## Géneros
- Ichthyophis (46 especies) Fitzinger, 1826

- Uraeotyphlus (7 especies) Peters, 1880